# قارة (الكسوة)
قارة قرية سوريّة تتبع إداريّاً لمحافظة ريف دمشق منطقة مركز ريف دمشق ناحية الكسوة، بلغ تعداد سكانها 901 نسمة حسب التعداد السكاني لعام 2004.